# Ouvrages de défense vénitiens du XVIe siècle au XVIIe siècle : Stato da Terra - Stato da Mar occidental
Les  Ouvrages de défense vénitiens du XVIe siècle au XVIIe siècle : Stato da Terra - Stato da Mar occidental est un ensemble de sites insérés par l'Unesco dans la patrimoine de l'humanité par l'UNESCO  le 9 juillet 2017. La série comprend six sites des ouvrages défensifs de la république de Venise qui se trouvent aussi bien en Lombardie que sur les côtes de la mer Adriatique orientale.
Les fortifications se situent dans le  Stato da Terra afin de protéger la république sur terre au nord-ouest  et dans le Stato da Mar occidental pour protéger les voies maritimes et les ports de la mer Adriatique des incursions provenant du Levant. Ces ouvrages sont estimés comme nécessaires pour soutenir l'expansion et l'autorité de la Sérénissime. 

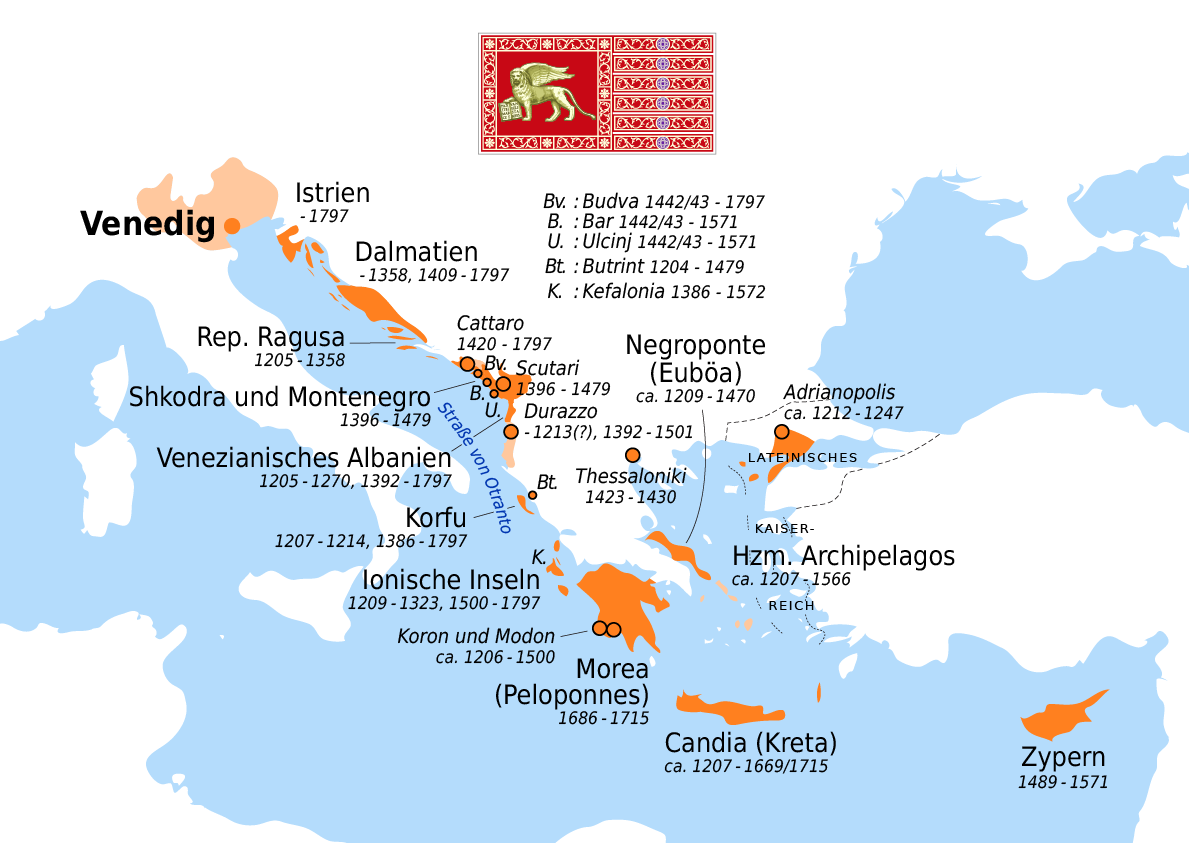
Carte des colonies vénitiennes

## Les six sites
| Nombre   | Pays       | Région                  | Commune             | Site                                   | Surface (ha)                | Coordonnées                  | Image |
| -------- | ---------- | ----------------------- | ------------------- | -------------------------------------- | --------------------------- | ---------------------------- | ----- |
| 1533-001 | Italie     | Lombardie               | Bergame             | Ville fortifiée de Bergame             | 119,61 zone tampon : 446,07 | 45° 42′ 12″ N, 9° 39′ 49″ E  |       |
| 1533-002 | Italie     | Vénétie                 | Peschiera del Garda | Ville fortifiée de Peschiera del Garda | 36,67 zone tampon : 143,85  | 45° 26′ 20″ N, 10° 41′ 39″ E |       |
| 1533-003 | Italie     | Friuli-Venezia Giulia   | Palmanova           | Forteresse de Palmanova                | 193,73 zone tampon : 296,27 | 45° 54′ 22″ N, 13° 18′ 35″ E |       |
| 1533-004 | Croatie    | Comitat de Zadar        | Zadar               | Système défensif de Zadar              | 11,19 zone tampon : 240,45  | 44° 06′ 42″ N, 15° 13′ 49″ E |       |
| 1533-005 | Croatie    | Comitat de Šibenik-Knin | Šibenik             | Forteresse Saint-Nicolas               | 0,85 zone tampon : 523,79   | 43° 43′ 17″ N, 15° 51′ 17″ E |       |
| 1533-006 | Monténégro |                         | Kotor               | Ville fortifiée de Kotor               | 16,32 zone tampon : 99,19   | 42° 25′ 25″ N, 18° 46′ 19″ E |       |

## Source de traduction
- (it) Cet article est partiellement ou en totalité issu de l’article de Wikipédia en italien intitulé « Opere di difesa veneziane tra XVI e XVII secolo: Stato da Terra-Stato da Mar occidentale » (voir la liste des auteurs).